# Guarizama (kommun)
Guarizama är en kommun i Honduras.   Den ligger i departementet Departamento de Olancho, i den centrala delen av landet, 130 km nordost om huvudstaden Tegucigalpa. Antalet invånare är 6 658.